# Mistrzostwa Świata w Piłce Ręcznej Kobiet 1995
XII Mistrzostwa Świata w Piłce Ręcznej Kobiet odbyły się w dniach 5–17 grudnia 1995 roku w Austrii i na Węgrzech. W turnieju występowało 20 zespołów.
Mistrzem świata została Korea Południowa, pokonując w finale reprezentację Węgier. Brązowy medal zdobyła Dania. 

## Faza finałowa

### Półfinały
| Dania | 31:33 | Korea Południowa |
| Węgry | 22:21 | Norwegia         |

### Mecz o 3. miejsce
| Norwegia | 24:25 | Dania |

### Finał
| Korea Południowa | 25:20 | Węgry |

## Nagrody indywidualne
| Najlepsza strzelczyni | Najlepsza bramkarka | Najlepsza lewoskrzydłowa | Najlepsza prawoskrzydłowa | Najlepsza lewa rozgrywająca | Najlepsza środkowa rozgrywająca | Najlepsza prawa rozgrywająca | Najlepsza obrotowa |
| --------------------- | ------------------- | ------------------------ | ------------------------- | --------------------------- | ------------------------------- | ---------------------------- | ------------------ |
| Natalja Derepasko     | Cecilie Leganger    | Anette Hoffman           | Katalin Szilágyi          | Lim O-kyeong                | Mariana Tirca                   | Sorina Lefter                | Natalia Deriugina  |

## Końcowa klasyfikacja
|     |                          |
| Lp. | Drużyna                  |
|     | Korea Południowa         |
|     | Węgry                    |
|     | Dania                    |
| 4.  | Norwegia                 |
| 5.  | Niemcy                   |
| 6.  | Rosja                    |
| 7.  | Rumunia                  |
| 8.  | Austria                  |
| 9.  | Ukraina                  |
| 10. | Chorwacja                |
| 11. | Szwecja                  |
| 12. | Słowacja                 |
| 13. | Czechy                   |
| 14. | Chiny                    |
| 15. | Japonia                  |
| 16. | Angola                   |
| 17. | Stany Zjednoczone        |
| 18. | Wybrzeże Kości Słoniowej |
| 19. | Brazylia                 |
| 20. | Kanada                   |